# Prunella prunelliformis
Prunella prunelliformis (en japonès: 立山靭草) és una espècie de planta de la família de les lamiàcies nadiua del Japó.
És un hemicriptòfit herbaci i perenne endèmica del Japó. Es distribueix al nord de la regió central de Honshu, des del nord de la regió de Chūbu fins al costat del Mar del Japó (Kōshinetsu) i a la regió de Kanto. Aquesta espècie creix en praderies des de subalpines a alpines i pot arribar als 20-50 cm d'alçada. Les tiges són piloses. Les fulles són cordades o ovades amb l'àpex agut de 3-8 cm de llargària per 1,5-4 cm d'amplària, curtament pedicelades o sèssils. Les flors són bilabiades i de color porpra brillant, a més estan reunides en una inflorescència amb forma d'espiga curta, d'uns 2,5-3,2 cm. Floreix de juny a agost.
P. prunelliformis es pareix a la prunel·la vulgar, es pensa que es diferencia en el fet que els pecíols són molt curts o manquen totalment i que els estolons no es presenten a les bases de la roseta.